# 호모 데우스
《호모 데우스》( 히브리어 : ההיסטוריה של המחר, 영어: History of the Tomorrow)는 이스라엘 작가인 유발 노아 하라리 예루살렘 히브리 대학교 교수가 쓴 책이다. 이 책은 2015년 Dvir 출판사에서 히브리어로 처음 출판되었다. 영어 버전은 영국에서 2016년 9월에, 미국에서 2017년 2월에 출판되었다.
《사피엔스: 유인원에서 사이보그까지》 와 마찬가지로 하라리는 역사적 조사와 관련된 윤리적 문제와 함께 사건과 개인의 인간 경험을 설명하면서 역사의 과정을 설명한다. 그러나 Homo Deus (라틴어 "Homo"는 사람 또는 인간을 의미하고 "Deus"는 신을 의미함)는 인간이 획득한 능력( Homo sapiens )의 존재 전반에 걸쳐, 그리고 세계에서 지배적인 종으로서의 진화를 다룬다. 이 책은 인류의 현재 능력과 업적, 그리고 미래의 이미지를 그리기 위한 시도를 기술하고 있다. 인본주의, 개인주의, 트랜스휴머니즘, 죽음과 같은 많은 철학적 문제가 논의된다.
호모 사피엔스의 미래 가능성을 조사하기 시작했다. . 전제는 21세기 동안 인류가 행복, 불멸, 신과 같은 힘을 얻기 위해 상당한 시도를 할 가능성이 있음을 설명한다. 책 전반에 걸쳐 하라리는 과거와 현재를 바탕으로 미래에 실현될 수 있는 다양한 방식을 공개적으로 추측하고 있다.
1. ↑  Harari, Yuval Noah (2017). 《Homo Deus: A Brief History of Tomorrow》. London: Vintage. 75–76쪽. ISBN 978-1784703936. OCLC 953597984.